# François Nourissier
François Nourissier, né le 18 mai 1927 dans le 9e arrondissement de Paris et mort le 15 février 2011 dans le 16e arrondissement de Paris,, est un journaliste et  écrivain français qui fut, pendant trente ans, membre de l'Académie Goncourt.

## Biographie

### Jeunesse et études
François Nourissier est diplômé de l'Institut d'études politiques de Paris (section générale, 1945).

### Parcours professionnel
François Nourissier est successivement secrétaire général des éditions Denoël (1952-1955), rédacteur en chef de la revue La Parisienne (1955-1958), et conseiller aux éditions Grasset (1958-1996).
Il est élu à l'Académie Goncourt en 1977 au couvert de Raymond Queneau, en devient le secrétaire général en 1983 et le président de 1996 à 2002. Il démissionne en 2008 pour des raisons de santé.
En février 1978, il fait partie des membres fondateurs du Comité des intellectuels pour l'Europe des libertés.
En 1962, il épouse Hélène Cécile Muhlstein (1936-2007), artiste peintre et apparentée à la famille Rothschild. Il raconte leur relation tumultueuse, marquée par l'alcoolisme, dans le livre pseudo-autobiographique, Eau-de-feu (2008).
Frappé par la maladie de Parkinson au début des années 2000, il se compare avec pudeur à un caméléon et désigne la maladie dont il souffre sous le nom de « Miss P. »
Il est critique littéraire au Figaro Magazine, fonction où Frédéric Beigbeder lui succède.
Il meurt le 15 février 2011, à 83 ans.
En raison de son style sec, de sa sensibilité de droite et de sa participation à La Parisienne de Jacques Laurent, il a été parfois rattaché au mouvement des Hussards.

## Décorations[10]
- Commandeur de la Légion d'honneur
- Commandeur de l'ordre national du Mérite
- Commandeur de l'ordre des Arts et des Lettres

## Œuvre

### Romans
- 1951 : L'Eau grise – Prix Paul-Flat de l’Académie française 1952
- 1952 : La Vie parfaite, Plon
- 1955 : Seize ans – sous le pseudo. de « France Norrit »
- 1956 : Les Orphelins d'Auteuil
- 1957 : Le Corps de Diane, René Julliard
- 1958 : Portrait d'un indifférent, Fasquelle (collection Libelles)
- 1958 : Bleu comme la nuit, Bernard Grasset (collection La Galerie). Tome 1 du cycle Un malaise général : Chroniques.
- 1964 : Un petit bourgeois, Bernard Grasset (collection Les cahiers verts). Tome 2 du cycle Un malaise général : Chroniques.
- 1965 : Une histoire française, Bernard Grasset. Grand prix du roman de l'Académie française 1966. Tome 3 du cycle Un malaise général : Chroniques.
- 1968 : Le Maître de maison, Bernard Grasset.
- 1970 : La Crève, Bernard Grasset. prix Femina 1970.
- 1973 : Allemande, Bernard Grasset.
- 1978 : Le musée de l'homme, Bernard Grasset.
- 1981 : L'Empire des nuages, Bernard Grasset.
- 1987 : En avant, calme et droit, Bernard Grasset.
- 1985 : La Fête des pères, Bernard Grasset.
- 1990 : Bratislava, Bernard Grasset.
- 1992 : Le Gardien des ruines, Bernard Grasset.
- 1996 : Roman volé, Bernard Grasset.
- 1997 : Le Bar de l'escadrille, Bernard Grasset.
- 2003 : Prince des berlingots, Gallimard.
- 2008 : Eau-de-feu, Gallimard.

### Essais, pamphlets, mémoires et autres
- 1950 : L'homme humilié; sort des réfugiés et « personnes déplacées », 1912-1950. Préface de Louis Massignon.
- 1951 : Enracinement des immigrés. Co-écrit avec Alain Pillepich, sur l'intégration des immigrés nord-africains en France.
- 1955 : Garcia Lorca : dramaturge, L'Arche.
- 1956 : Les chiens à fouetter : sur quelques maux de la société littéraire et sur les jeunes gens qui s'apprêtent à en souffrir, René Julliard. Pamphlet.
- 1960 : Brigitte Bardot. Pamphlet.
- 1962 : Les Hébrides, pays de l'herbe sous le vent. Avec le photographe Paul Strand.
- 1963 : Un malaise général : Chroniques
- 1967 : De la mort. Illustrations de Pierre Alechinsky.
- 1975 : Lettre à mon chien, Gallimard.
- 1976 : Du bois dont on fait les Vosges
- 1977 : Lettre ouverte à Jacques Chirac, Albin Michel.
- 1978 : Le Musée de l'Homme, Bernard Grasset.
- 1981 : Le voyage de Lou. Illustré par Pierre Cornuel.
- 1982 : Notre ami le temps. Aquarelles de Etienne Delessert.
- 1994 : Mauvais genre, Quai Voltaire. Entretiens réalisés par Frédéric Badré et Arnaud Guillon.
- 1999 : Provence, terre d'Azur
- 2000 : Un siècle NRF : iconographie commentée. Paru dans les albums de la Pléiade, dans la bibliothèque de la Pléiade.
- 2000 : À défaut de génie, Gallimard.
- 2005 : La Maison Mélancolie, Gallimard.
- 2012 : Le cycliste du lundi, La Grande Ourse. Recueil d'essais en critique littéraire publié à titre posthume où est rassemblée une centaine d’articles sur 88 auteurs, livrés à la presse entre 1962 et 1978.